# Effroyables Jardins (roman)
Pour film adapté du roman, voir Effroyables Jardins.
Effroyables Jardins est un court roman de Michel Quint publié en 2000, qui a rapidement connu un grand succès public et critique.
Il a été adapté au cinéma par Jean Becker, en 2003 et mis en scène une première fois par Gérard Gelas avec Jean-Paul Farré comme interprète. Márcia de Castro en a fait une nouvelle adaptation théâtrale en 2009 pour André Salzet qui l’a créée au théâtre de Muret (Haute-Garonne) et présentée entre autres au festival d’Avignon en juillet 2009.
Michel Quint a dédié son livre à son grand-père, ancien combattant de Verdun, mineur de fond et à son père, ancien résistant, professeur « qui [lui] ont ouvert en grand la mémoire de l'horreur et fait pourtant apprendre la langue allemande, parce qu'ils sentaient bien que le manichéisme en histoire est une sottise. » Le livre est également dédié à Bernhard Wicki.

## Histoire
L'histoire débute lors du procès  de Maurice Papon, en 1998. « La police a empêché un clown de rentrer dans la salle d’audience. Il semble que ce jour-là il ait attendu la sortie de l’accusé et l’ait simplement considéré à distance ; un huissier se souvient de l’avoir entendu dire après que le verdict fut tombé : “Sans vérité, comment peut-il y avoir de l’espoir ?”. »
« Et sans mémoire ? » se demande le narrateur, qui, après le rappel des honteuses lois de Vichy, se souvient de son enfance dans le Nord des années 1950, marqué par la honte, voire la haine qu'il éprouvait envers son père instituteur qui imposait à sa famille une étrange vocation de pitoyable clown amateur. Son mépris s'étendait également au cousin de son père Gaston et à la femme Nicole, trop populaires et mièvres à son goût.
Jusqu'au jour où Gaston le cousin de son père lui fait le récit d'un épisode survenu au cours de la Seconde Guerre mondiale ; après une action de résistance, son père et lui sont arrêtés comme otages, et jetés dans une fosse d'argile. Leur gardien allemand, Bernd, éclaire de son humour et de son humanité ce moment où ils redoutent d'être fusillés. Un acte sublime d'autres gens ordinaires, comme eux, les sauve de l'exécution.
Le narrateur comprend à l'issue de ce récit pourquoi son père, en hommage à Bernd, « clown dans le civil », est devenu après la guerre auguste amateur. À l'âge adulte, il rend lui-même les honneurs aux gens simples, mais héroïques, en allant assister en clown au procès d'un homme inhumain et indigne.

### Origines
Le titre est extrait d'un poème des Calligrammes d'Apollinaire, « Les Grenadines repentantes », : « Et que la grenade est touchante, Dans nos effroyables jardins ».

## Thèmes
Humanité, Guerre, Compassion...